# Mona Ridderstad-Cedergren
Mona Ridderstad-Cedergren, folkbokförd Mona Brigitta Marianne Ridderstad Tengblad, tidigare Cedergren, ogift Ridderstad, född 12 oktober 1935 i Markaryds församling i Kronobergs län, är en svensk målare.
Utbildad vid Hovedskous målarskola i Göteborg samt vid Det Kongelige Danske Kunstakademi i Köpenhamn. Mona Ridderstad-Cedergren utför verk i olja och akvarell. Motiven är landskap från Ven och Grekland, även människor från sistnämnda plats, i stram färghållning. Hon finns representerad i Höganäs museum, Helsingborgs museum samt hos kommuner. Hon finns också representerad Kotka stad i Finland.
Mona Ridderstad-Cedergren är dotter till kapten Peter Ridderstad och Ester Ahlgren (omgift Runeberg) samt syssling till konstnären Britta Ridderstad Bengtsson. Hennes förste man Cay Cedergren (1913–1977) var keramiker, liksom dottern Lena Cedergren (född 1958), som övertog sin fars keramikverkstad i Ven. Sedan 1989 var Ridderstad-Cedergren gift med sin andre make Åke Tengblad (1929–2021), fil. pol. mag. och tidigare statistikchef hos SCB samt son till Arbetets VD Börje Tengblad och Ruth, ogift Liljedahl.